# P. Szabó István
P. Szabó István (Szolnok, 1972. december 10. –) táncos-koreográfus, író, rendező, producer, fotós. Polgári életszakaszaiban csoportos-, és személyi edző, szakács.
Írói álneve: Peet Goodman. Dalszövegírói álneve: Peet.

## Életpályája
Gulyás István néven látta meg a napvilágot. Mivel szülei 1999-ben elváltak és édesapjával megszüntette a kapcsolatot, 10 évvel később, 2009-ben felvette édesanyja, Szabó Éva Etelka családnevét, így lett Szabó István. Ami később sok félreértést okozott, hiszen a filmes szakmában több alkotó is dolgozik-dolgozott ezen a néven, ezért rövid időn belül, írói álnevének (- becenevének: Peet) - kezdőbetűjét hozzákapcsolta felvett nevéhez, így lett a művészneve P. Szabó István.
Középiskolai tanulmányait a Magyar Honvédség 10-es Középiskolai Honvéd Kollégiumában kezdte Szolnokon, mint pilótanövendék 1987-ben, ám éppen ebben az időszakban szeretett bele a táncba, ami miatt mindössze másfél év után elhagyta a katonai kollégiumot, de abban az évben - 1988-89 - még maradt ugyanabban az osztályban, de már "csak" mint a szolnoki Széchenyi István Gimnázium másodéves tanulója. Ekkor már a rendszeres táncórák miatt folyamatosan ingázott Szolnok és Budapest között, ami miatt szerette volna abbahagyni a gimnáziumot, de otthon ultimátumot kapott, mely szerint csak akkor hagyhatja el a gimnáziumot, ha legalább tanul valami szakmát. Ezért jelentkezett a szintén szolnoki Kereskedelmi és Vendéglátóipari Szakmunkásképzőbe, szakács szakra, ahol ugyan végigjárta az 1989-91 közötti tanéveket, de az iskolát nem fejezte be, a szakács szakmát - akkor még - nem szerezte meg. Ebben az időszakban a szakmai gyakorlatot a Szolnoki Tisza Szálló éttermében végezte. Az 1990-91-es tanévben jelentkezett a Verseghy Ferenc Gimnáziumban levelező szakára. Az első évben még egyszerre tanult két intézményben: nappalin szakácstanuló, levelezőn gimnazista volt. 1991-ben viszont már csak a gimnázium maradt. Végül itt is érettségizett 1992-ben.
Művészi pályáját táncos-koreográfus-táncpedagógusként 1988-ban kezdte. Első igazi mestere Jeszenszky Endre volt, de természetesen sok más hazai-, vagy külföldi táncpedagógus kurzusain is részt vett. A break-tánctól, a klasszikus baletten keresztül, a kortárs táncig, szinte minden műfajban otthonosan mozgott. Ugyanolyan magas színvonalon koreografálta pl. a Rapülők vagy a VIP együttes koncertjeit, mint ahogyan fellépett a Szegedi Kortárs Balett, Markó Iván, vagy Bozsik Yvette táncestjeiben. Táncművészként legjelentősebb szakmai mérföldkövei: 1992 - Első szóló szerepe, Volt egyszer, s megint... Lőrinc Katalin, Veszprémi Táncműhely. 1993 - Többszáz nemzetközi jelentkező közül beválogatták a Centre national de danse contemporaine, aktuálisan induló osztályába, majd még ebben az évben tagja lett a Compagnie Pal Frenak, párizsi székhelyű táncegyüttesének. 1997 - A kor egyik legnépszerűbb popcsapatának, a VIP együttes koreográfusa lett, akikkel egészen a fiúcsapat felbomlásáig, azaz 2001-ig dolgozott. 1999 - Az akkor Magyarországra betörő Vodafone beharangozó reklámfilmjének a koreográfusa volt, majd még abban az évben kezdett tanítani a Pesti Magyar Színiakadémia képzési rendszerében, egészen 2005-ig. 2001 - Bár tag sohasem lett, de folyamatosan együtt szerepelt a Szegedi Kortárs Balett társulatával egészen 2006-ig, méghozzá olyan táncestekben, mint a Carmina Burana, a Tűzmadár és Bolero, a Carmen, az Újvilág, vagy a Tybalt. 2006 - Megatánc, TV2, Az utolsó médiás szerepvállalása még táncos-koreográfusként.
1998-tól egyre inkább az írás felé fordult. Még abban az évben egy megállíthatatlanul bővülő koreográfiai jegyzetből végül regény született, amelyet aztán Peet Goodman álnéven, Újra meg újra címmel jelentetett meg, az akkor még létező Art'Z kiadó. A 2000-es évektől folyamatosan publikált olyan magazinokban, mint a Mi nők magazin vagy a Hamu és gyémánt, és több dalszöveget is írt. Hogy e műfajt is jobban elsajátítsa, 2003-2007 között több szakirányú képzésben is részt vett, így forgatókönyvírói, televíziós sorozatírói, és újságírói alap- és mesterkurzusokat is elvégzett. Következő regénye az Arcok a sötétből már egy másik kiadó, a MIMA gondozásában jelent meg 2007-ben, még mindig álnéven. Írói munkásságában gyakran váltogatta neveit. Eleinte Peet Goodman álnéven, majd Gulyás István néven jegyzi a Tűzvonalban című krimisorozat harmadik évadának néhány epizódját, mint epizódíró, de első mozifilmjét – Halálkeringő (2010.) – már Szabó István néven írta, ami miatt sok támadás érte. Mint ahogyan ezt már taglaltam a szócikk elején, ezért egészítette ki a nevét a "P"-vel. 2013-ban, Magyar Attilával közösen alkották meg a Panelninja című monokomédiát – amely többek között szerepelt a Vidor Fesztivál versenyprogramjában is -, és ebben az évben készült el az Indián című filmje, melyet még a magyarországi bemutató előtt programjai közé hívott a Los Angeles-i 13. Hungarian Film Festival, és a Bukaresti Magyar Filmhét.
Az Indián legyártása után nem csak az alkotóművészeteknek fordított hátat egy időre, hanem Magyarországnak is. 2014-ben az USA-ba, azon belül Miamiba költözött, ahonnan 2016-ban Máltára, majd 2019-ben a spanyol Valenciába tette át a székhelyét. Ebben az időszakban több polgári foglalkozásban is tevékenykedett. Parkolt autókat, fotózott, volt bárpultos, masszőr és edző is. Az utóbbi két sporttal kapcsolatos szakmához idő közben természetesen megszerzett minden hivatalos képesítést, hiszen 2010-től, 2017-ig folyamatosan részt vett a Nemzetközi Masszázsakadémia, illetve több edzésrendszer képzésein. 2012-től sportoktató, TRX-, és Hot Iron instruktor, preventív gerinc-, és sportrehabilitációs tréner is lett. 2014-től sporttáplálkozási tanácsadó. Akkoriban olyannyira beleásta magát a táplálkozás témájába, hogy 2018-ban, Egyél rendesen! címmel kiadott még egy szakkönyvet is, sőt folytatva a még fiatalon elkezdett tanulmányait, végül 2018-ban OKJ rendszerben befejezte és megszerezte a szakács szakmát is.
2020-ban a Covid miatt Valenciából végleg hazatért Magyarországra, de Budapest helyett ez alkalommal inkább a Dél-Balatoni régióban, Szántódon bérelt egy házat.
2021-től elkezdett a balatoni vendéglátásban dolgozni, amit ismét olyan szintre emelt, hogy 2023-ban már konyhafőnökként vitte a Balaland Residence Mangoo Beach Bar konyháját.
2024-től, 10 év szünet után, visszatért az alkotóművészetekhez...

## Elismerései
- Sao Paolo Nemzetközi Filmfesztivál közönségdíja – (Halálkeringő, 2010)

## Megjelent művei
- Újra meg újra - Peet Goodman (2000. Art'z)
- Arcok a sötétből - Peet Goodman (2007. MIMA)
- Egyél rendesen! - P. Szabó István (2018. saját kiadás)

## Színház
- 2010, Délután (író, rendező, színész) – Tamás

A Színházi adattárban regisztrált bemutatóinak száma: szerzőként: 1.
- 2013, Panelninja (Budaörsi Játékszín, Centrál Színház)

## Filmográfia

### Író, rendező, producer
- Halandó dallamok (forgatókönyv, 2007)
- Game Over (forgatókönyv, rendező, színész, 2009)
- Halálkeringő (forgatókönyv, 2010)
- Victim (forgatókönyv, rendező, színész, 2010)
- From 9 to 10 (forgatókönyv, rendező, 2010)
- atokeletes_ferfi.blog.hu (forgatókönyv, rendező, 2011)
- Lány a sarokban (forgatókönyv, rendező, színész, 2011)
- Indián (forgatókönyv, rendező, producer, 2012-2013)

### Színész
- 2009, Game Over (kisfilm)
- 2010, Victim (kisfilm)
- 2011, Mexikói felállás (kisfilm)
- 2012, The Morning After (kisfilm)
- 2018, Valami Amerika 3. (táncos, nagyjátékfilm)[4]
- 2024, House of Spoils

## Dalszövegei
- 2000, V.I.P. – Hidd el, kislány!
- 2001, R-port – Tudd meg hát!; Fáj; A zene, ami soul; Megkaphatsz mindent; Angyallány; Várok rád; Minden, ami volt
- 2003, R-port – Ez szerelem; Köszönöm...
- 2004, Dukai Regina – Ennyi volt, és pont; Mennyit ér a boldogság?
- 2004, Miraz - Szerelem a négyzeten; Élet; Úgy fáj; Nyár
- 2005, Lola - Pillanat
- 2005, Pál Tamás - Rosszul szövegelsz; Bármerre jársz
- 2006, Miraz - A zene száll
- 2006, R-port - Az igazi nő (Tibor vagyok, de hódítani akarok - filmzene)
- 2010, Unique - Csak a percek (Halálkeringő - filmzene)